# Saint Philip (Barbade)
Saint-Philip est l'une des onze paroisses de la Barbade.

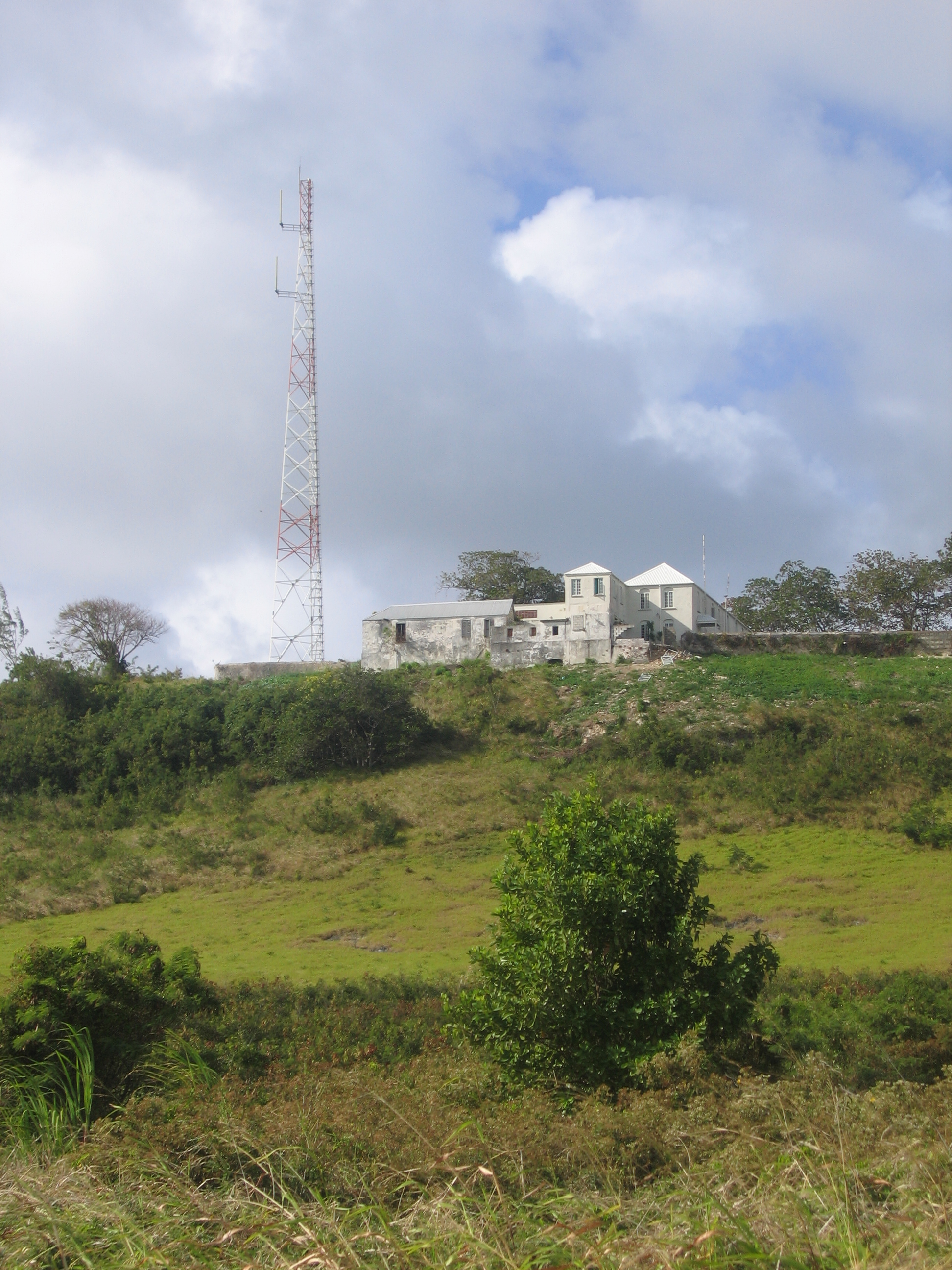